# Raúl Spank
Raúl Spank-Goslinowski, geborener Raúl Spank (* 13. Juli 1988 in Dresden), ist ein ehemaliger deutscher Leichtathlet, der im Hochsprung und im Dreisprung aktiv war. Sein größter sportlicher Erfolg war der Gewinn der Bronzemedaille im Hochsprung bei den Weltmeisterschaften 2009 in Berlin.

## Karriere
Bei den Jugendweltmeisterschaften 2005 in Marrakesch belegte er mit 2,11 m den siebenten Platz. Ein Jahr später wurde er bei den Juniorenweltmeisterschaften in Peking mit 2,23 m Fünfter. 2007 gewann Spank bei den Junioreneuropameisterschaften in Hengelo Silber mit 2,21 m.
2006 wurde Raúl Spank Dritter der Deutschen Meisterschaften in der Erwachsenenklasse. 2008 belegte er bei den Deutschen Hallenmeisterschaften den zweiten Platz. Bei den Deutschen Meisterschaften 2008 in Nürnberg und 2010 in Braunschweig wurde er Deutscher Meister im Hochsprung. Spank wurde für die Olympischen Spiele in Peking nominiert, bei denen er mit 2,32 m den fünften Platz ersprang. Diese Höhe bedeutete für ihn persönliche Bestleistung und sächsischen Landesrekord.
2009 gewann Raúl Spank den Wettkampf im Hochsprung bei den Deutschen Hallenmeisterschaften. Am 21. August 2009 erreichte er bei den Weltmeisterschaften in Berlin mit einer Höhe von 2,32 m gemeinsam mit dem Polen Sylwester Bednarek die Bronzemedaille. Am 29. August 2009 steigerte Spank beim Internationalen Hochsprung-Meeting in Eberstadt seine persönliche Bestleistung auf 2,33 m und gewann mit dieser Höhe auch das Meeting.
Bei den Deutschen Hallenmeisterschaften 2012 gewann Spank mit persönlicher Hallenbestleistung von 2,32 m. Bei den Hallenweltmeisterschaften, die kurz darauf in Istanbul ausgetragen wurden, erreichte er Platz neun. Die Olympischen Spiele in London verpasste er aufgrund einer Verletzung.
Bei den Deutschen Meisterschaften 2015 wurde er nach für ihn enttäuschenden 2,15 m im Hochsprung erstmals Deutscher Meister im Dreisprung.
Außerdem zeigte er Sprintqualitäten und verbesserte 2007 bei der deutschen A-Jugendmeisterschaft der Leichtathleten in Sindelfingen mit der 4-mal-200-Meter-Staffel des Dresdner SC 1898 den deutschen Jugendhallenrekord auf 1:26,34 min.
Spank startete für den Dresdner SC. Seine Trainer waren der ehemalige Dreispringer Jörg Elbe sowie Erika Falz. 2013 wechselte er zur LG Nord Berlin, nun mit Rainer Pottel als Trainer. Raúl Spank beendete 2016 nach der verpassten Qualifikation für die Olympischen Spiele in Rio de Janeiro seine Profikarriere. Seitdem tritt er als „Hobbysportler“ gelegentlich bei Wettbewerben an. Am 22. August 2020 trat er bei den offenen Berlin-Brandenburgischen Meisterschaften an und gewann im Hochsprung die Goldmedaille. Dabei übersprang er überraschend die Höhe von 2,25 m. Zudem gewann er im Stabhochsprung mit einer Höhe von 4,40 m die Bronzemedaille. Am Ende der Freiluft-Saison 2020 belegte er gemeinsam mit Tobias Potye hinter Mateusz Przybylko den zweiten Platz in der DLV-Bestenliste der Saison.

## Persönliche Bestleistungen
- Hochsprung: 2,33 m, 29. August 2009 in Eberstadt
  - Halle: 2,32 m, 26. Februar 2012 in Karlsruhe
- Dreisprung: 16,44 m, 12. Mai 2012
  - Halle: 16,54 m, 22. Januar 2012 in Chemnitz
- Weitsprung: 7,03 m, 27. Mai 2015
  - Halle: 7,36 m, 17. Dezember 2011 in Dresden

## Sonstiges
Raúl Spank absolvierte 2008 das Abitur am Sportgymnasium Dresden und studierte danach Wirtschaftswissenschaften an der Technischen Universität Dresden. Er arbeitet als Prozessmanager bei einem Online-Versandhandel. 
Er ist seit 2019 verheiratet und trägt seitdem den Nachnamen Spank-Goslinowski. Im selben Jahr wurde er Vater eines Sohnes.

## Belege
1. ↑  Saisonaus für Raúl Spank, www.leichtathletik.de 20. Juni 2012.
2. ↑  Frank Schober: Deutscher Meistertitel im Dreisprung löst bei Raúl Spank wenig Freude aus. DNN-Online, 27. Juli 2015, abgerufen am 3. August 2015.
3. ↑  Dresdner Sprint-Staffel löscht einen alten Rekord. In: Sächsische Zeitung (Ausgabe Dresden, Seite 12), 12. Februar 2007.
4. ↑  Raúl Spank wechselt zur LG Nord Berlin. Leichtathletik.de, 31. Oktober 2013, abgerufen am 3. August 2015.
5. ↑  Jan-Henner Reitze: Alles Gute Raúl Spank. Deutscher Leichtathletik-Verband, 7. September 2016, abgerufen am 6. März 2021.
6. 1 2  Astrid Hofmann: Gold als "kompletter Zufall": Spank-Goslinowski noch immer sprunggewaltig. Dresdner Neueste Nachrichten, 26. August 2020, abgerufen am 6. März 2021.

| Personendaten    | Personendaten                   |
| ---------------- | ------------------------------- |
| NAME             | Spank, Raúl                     |
| ALTERNATIVNAMEN  | Spank, Raul; Spank, Raul-Roland |
| KURZBESCHREIBUNG | deutscher Hochspringer          |
| GEBURTSDATUM     | 13. Juli 1988                   |
| GEBURTSORT       | Dresden                         |